# FC Askania Forst
FC Askania Forst was een Duitse voetbalclub uit Berge, een stadsdeel van Forst.

## Geschiedenis
De club werd in 1901 opgericht en werd precies tien jaar later voor het eerst kampioen van Zuidoost-Duitsland. Een jaar eerder was de club al dicht bij de titel, maar verloor in de finale van VfR 1897 Breslau. Door deze titel plaatste de club zich voor de eindronde om het Duitse landskampioenschap en verloor daar in de eerste ronde van VfB Leipzig.
Twee seizoenen later plaatste de club zich opnieuw voor de eindronde van Zuidoost-Duitsland en versloeg achtereenvolgens Preußen Görlitz, Preußen Breslau en verloor dan met 1-2 van Preußen Kattowitz. Askania diende echter een protest in en de wedstrijd werd herspeeld en de club won met 4-0. In de eindronde was Leipzig opnieuw de boosdoener, Askania werd met 5-0 met de grond gelijk gemaakt door de latere landskampioen.
Ook het volgende seizoen deed de club het goed in de regionale eindronde na duidelijke zeges tegen Deutscher SV Posen (6-0) en Preußen Görlitz (9-0). In de finale versloeg Askania Verein Breslauer Sportfreunde met 3-1. Ook de derde deelname aan de Duitse eindronde was een maat voor niets. Deze keer verloor de club van Berliner BC 03 in de eerste wedstrijd.
Na de Eerste Wereldoorlog behoorde de club niet meer tot de topclubs. In het eerste seizoen haalde de club wel nog de halve finale om het Zuidoost-Duitse kampioenschap, maar verloor daar van de Vereinigte Breslauer Sportfreunde.
Het stadion van Askania bevond zich, net als dat van stadsrivaal Viktoria Forst, in het stadsdeel Berge, ten oosten van de rivier Neisse. Aan het einde van de Tweede Wereldoorlog werd dit gebied geannexeerd door de legertroepen van de Sovjet-Unie en zo werd het gebied een deel van Polen. Askania hield op te bestaan en er werd noch op Duitse, noch op Poolse bodem een nieuwe club opgericht.

## Erelijst
Kampioen Zuidoost-Duitsland
1911, 1913, 1914
Deelnames aan de eindronde om de Duitse landstitel
1910/11, 1912/13, 1913/14